# گمینا واسک
گمینا واسک (به لهستانی:  Gmina Łask) یک گمینا در لهستان است که در شهرستان واسک واقع شده‌است. گمینا واسک ۱۴۶٫۹۱ کیلومتر مربع مساحت و ۲۸٬۴۰۶ نفر جمعیت دارد.